# Radenthein
Radenthein (slovenska: Radenče) är en stadskommun i förbundslandet Kärnten i Österrike. Kommunen har 5 756 invånare (2024).
Kommunen består av 17 orter (Ortschaften) (inom parentes invånarantal 1 januari 2024):

- Dabor (154)
- Döbriach am Millstätter See (1 414)
- Ebene (21)
- Erdmannsiedlung (315)
- Frischg (38)
- Hohensaß (84)
- Kaning (479)
- Laufenberg (78)
- Mitterberg (10)
- Obertweng (89)
- Radenthein (1 729)
- Schattseite (4)
- Schrott (68)
- St. Peter (339)
- Starfach (163)
- Untertweng (713)
- Zödl (58)